# Йела, Гюнтер

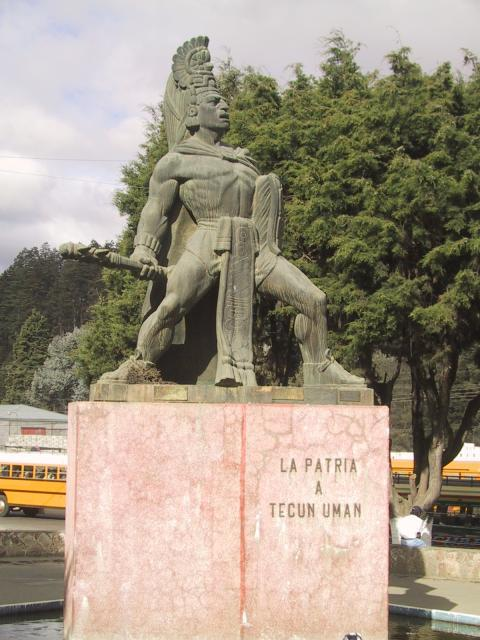
Памятник вождю Текун Уману

Гюнтер Рафаэль Йела (исп. Rafael Yela Günther; 18 сентября 1888, Кесальтенанго, Гватемала — 17 апреля 1942, г. Гватемала) — гватемальский скульптор и художник.

## Биография

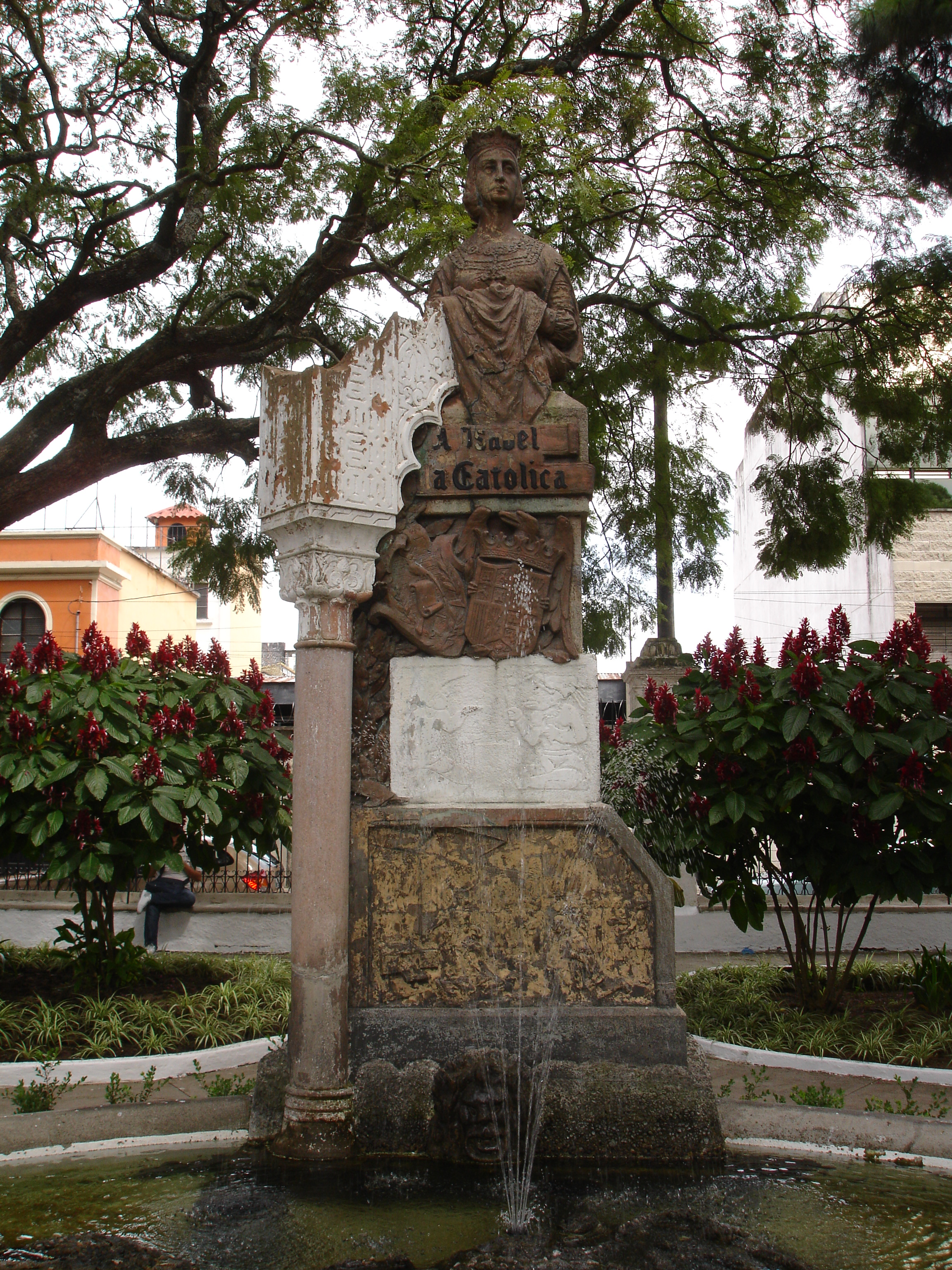
Памятник Изабелле I королеве Кастилии

Первые уроки живописи и скульптуры получил у отца-скульптора Бальдомеро Монтенегро Йела (1859-1909), позже в венесуэльского мастера Сантьяго Гонсалеса. 
Изучал технику бронзового литья в Италии. Уже в молодости стал популярным скульптором, наряду с такими крупными художниками, как Карлос Мерида, Карлосом Валенти и Хайме Сабартес. 
Около 1921 года отправился в Мексику , где встретился с Диего Риверой и познакомился с антропологом Мануэлем Гамио, которых объединял интерес к культуре и искусству цививилизаций майя и ацтеков. 
В 1922 году Г. Йела создал одну из своих наиболее важных работ — рельеф стены, состоящий из трех частей под названием «Tríptico de la Raza» («Триптих рас») для Археологического музея Теотиуакана (Museo Arqueológico), который в 1960 году был разрушен во время землетрясения. 
С 1926 по 1930 год Г. Йела временно проживал в Соединенных Штатах. После этого он создал несколько значительных работ на родине. 
Был директором Национального училища изобразительных искусств в Гватемале до своей смерти. 

## Избранные работы

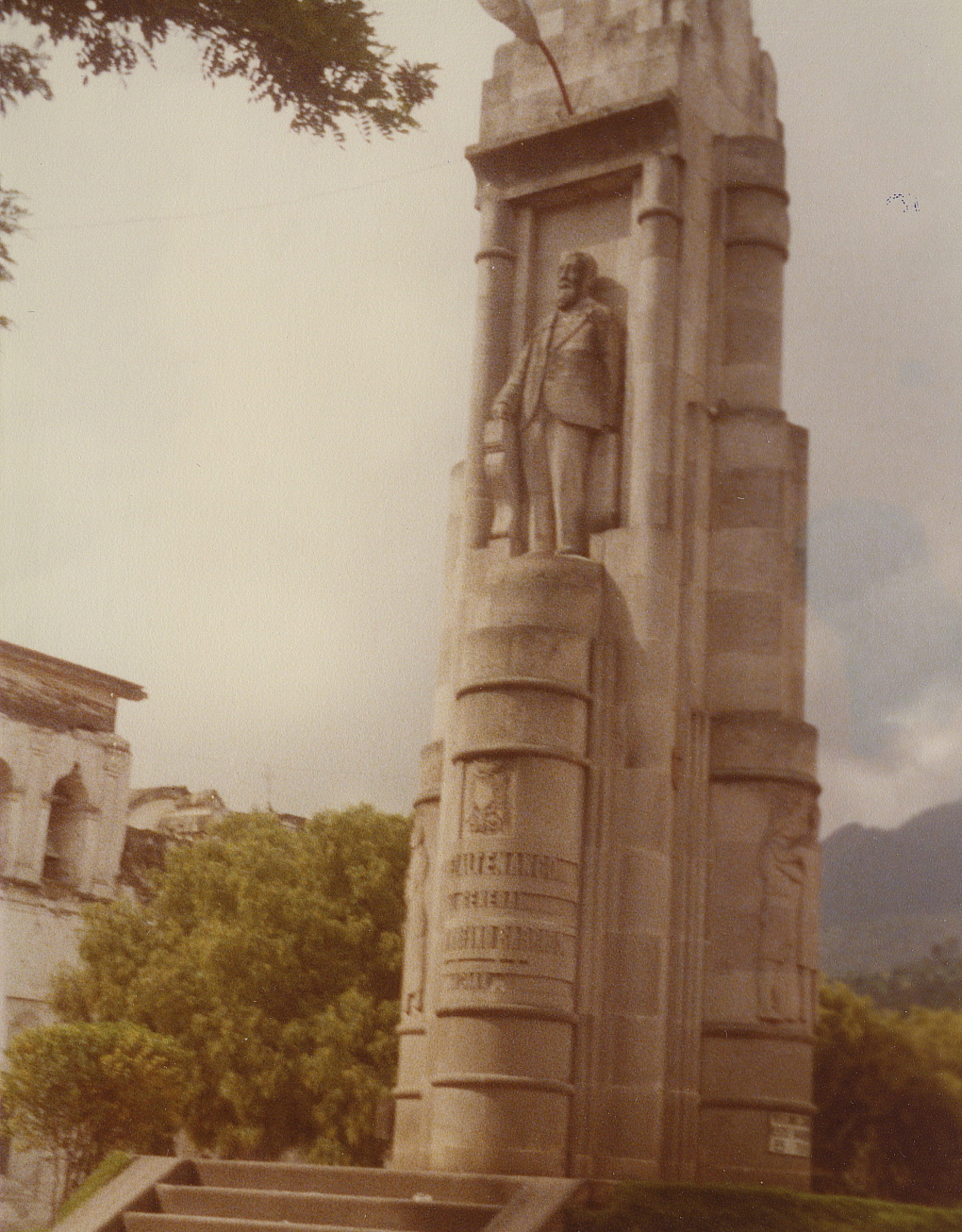
Памятник президенту Хусто Руфино Барриосу

- Памятник президенту Хосе Франсиско Баррундиа, Общее кладбище г. Гватемала, 1905/1906
- Памятник Изабелле I королеве Кастилии, г. Гватемала, 1915 г.
- «Триптих рас», Теотиуакан, Мексика , 1922 год (разрушен в 1960-х годах)
- «Семья на пути к рынку», Теотиуакан, Мексика, 1925 г.
- Памятник  отцам-основателям Центральной Америки, 1934/1935 г.
- Памятник пионеру авиации Хасинто Родригесу Диасу, 1932 г.
- Памятник президенту Хусто Руфино Барриосу, 1941.
- Памятник национальному герою, последнему правителю майя Текун Уману